# Georg Michael Gottlieb von Hermann
Georg Michael Gottlieb von Hermann (Brassó, 1737. szeptember 29. – 1807. július 3.) erdélyi szász levéltáros, történész.

## Élete
Régi brassói családból származott. Négyéves korára megtanult írni-olvasni, hatévesen latinul és görögül tanult, tízévesen pedig héberül. Tanulmányait a brassói gimnáziumban folytatta, azonban tervezett külföldi továbbtanulását a pestisjárvány miatt elrendelt vesztegzár meghiúsította. 1758 és 1763 között különböző közigazgatási tisztségviselői állásokat töltött be Nagyszebenben, majd 1764-ben brassói városi levéltárossá nevezték ki, ahol rendszerezte a város elég rossz állapotban levő  levéltárát. 1772-ben főjegyzőnek nevezték ki, 1783 végén városi tanácsosnak választották. 1784 elején az allodialis számadások megvizsgálására Nagyszebenbe küldték, majd öt hónap múlva a Brassó városi számadások megvizsgálására hívták vissza. Ugyanennek az évnek októberében városi kapitánynak (Stadthann) választották meg. 1786-ban az erdélyi királyi táblának Nagyszebenben történt fölállításakor fellebbezési tanácsossá nevezték ki. Amikor 1790-ben a királyi táblát megszüntették, II. Lipót királyi tanácsosi ranggal tüntette ki. Visszatérve Brassóba ismét városgazdának, majd városbírónak választották. Ő képviselte a várost a szebeni szász nemzeti gyűlésen, illetve a kolozsvári országgyűlésen.
1791. augusztus 17-én hazafelé útján rablók fosztották ki, otthon pedig egyetlen leányát halva találta. 1799. július 29-én sikkasztás vádjával megfosztották hivatalától és vagyonát zár alá vették. A vád alól évek múlva tisztázták ugyan, de a felmentő döntés híre már csak halála után érkezett meg.

## Művei
- De Decimis Parochorum Saxonicorum decanatus Barcensis et processu desuper cum fisco regio agitato. Cibinii, 1784
- Uebersicht der Grundverfassungen der sächsischen Nation in Siebenbürgen. Wien, 1792
- Die Grundverfassungen der Sachsen in Siebenbürgen und ihre Schicksale. Ein Beitrag zur Geschichte der Deutschen ausser Deutschland. Offenbach, 1792 (a bécsi udvari cenzúra nem engedélyezte az ausztriai megjelenést)
- Das alte und neue Kronstadt. Ein Beitrag zur Geschichte Siebenbürgens im 18. Jahrhundert, (1688–1800.) Hermannstadt. 1883-87, két kötet